# Salcoatitán
Salcoatitán es un distrito localizado en el departamento de Sonsonate, El Salvador. De acuerdo al Censo de Población y Vivienda de 2024, tiene una población de 7 504 habitantes.
| Censo | Población | Cambio | Porcentaje |
| ----- | --------- | ------ | ---------- |
| 2007  | 5 484     | N/D    | N/D        |
| 2024  | 7 504     | 2 020  | 36.8%      |

## Historia
Salcoatitán o mejor en su nombre original Quetzalquatitlan estaba habitado por 100 personas en el año 1550. A principios del siglo XVIII, después de esto se desplazaron a un lugar vecino llamado Jujutla y otros lugares aledaños esto fue debido a que en esa época hubo una gran plaga de murciélagos.  

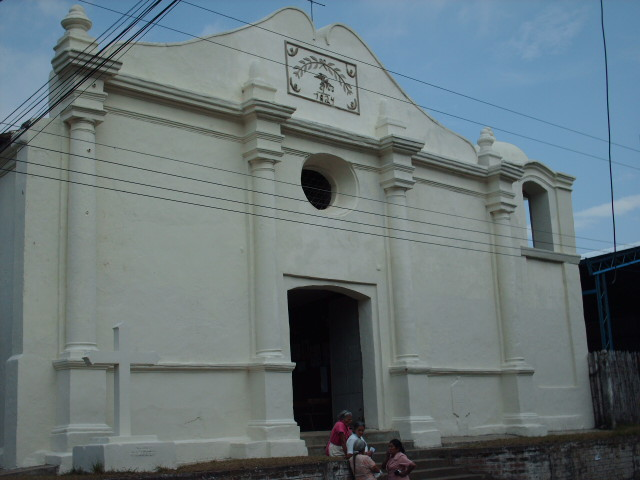
La iglesia de Salcoatitán.

El 4 de julio de 1586, fray Alonso Ponce, durante su visita a los conventos franciscanos entre México y Nicaragua en calidad de comisario general de la Orden de San Francisco, pasó por Salcoatitán (que llamó Quetzalquatitlan) después de salir de Sonsonate y pasar por Nahuizalco. Según el fraile, el pueblo era una guardianía bajo la jurisdicción de los franciscanos. Los habitantes indígenas del pueblo lo recibieron con cruz y música de trompetas; luego prosiguió a Apaneca.
En el año de 1770 se logró anexar como pueblo con la doctrina del convento de San Francisco en la ciudad de Sonsonate, y desde el año 1824 forma parte de dicho departamento. 
En el informe de mejoras materiales del departamento de Sonsonate hecho por el gobernador Teodoro Moreno en el 21 de junio de 1854, notó: "Se está reconstruyendo la Iglesia parroquial, y como carece de una casa destinada a la enseñanza primaria, se le ha prevenido a la Municipalidad la proposición de arbitrios."
El informe del 6 de septiembre el gobernador Tomas Medina dijo: se necesitan materiales para poder reparar la iglesia en el cual se propusieron a mejorar los caminos de la mejor manera. 
En cambio en el informe del 12 de octubre el gobernador Tomas Medina dijo: que la casa de Cabildo se había aumentado para poder guardar los materiales para poder reparar la iglesia solo esperaban que parara la lluvia. 
En el informe del gobernador del departamento de Sonsonate, Antonio Ipiña, hecho en el 25 de diciembre de 1865, se hizo nota de las siguientes obras públicas: Concluyó su cabildo al que se le añadió dos cárceles de paredes de adobe, se compró una casa para escuela, se estaba preparando para comenzar el techo de su iglesia y se había comenzado a arreglar la población: delineando las calles y plaza y cercando los solares de madera.
Hacia 1890 su población era calculada en 1.280 personas. En 1915 sufrió los embates de un terremoto que asoló la región, y en 1932 los del Levantamiento Campesino. Se dice que en Salcoatitán se realizaron los primeros cultivos de café en el país en los años 1860.

### Título de villa
El distrito recibió su título de villa a través de la Sesión Plenaria Ordinaria N° 58, en julio de 2019, a través de la iniciativa parlamentaria. 

## Información general
El área del distrito es de 18,61 km² y su cabecera tiene una altitud de 1.040 m s. n. m. El topónimo náhuat «Salcoatitán» tiene dos significados: «Lugar de serpientes y quetzales», «Lugar de Quetzalcoatl». Sus fiestas patronales se celebran el segundo domingo de noviembre en honor a San Miguel Arcángel; y hay otro festejo el 29 de agosto, en honor a San Jorge. Forma parte de la denominada «Ruta de las Flores», recorrido turístico que abarca poblaciones de Sonsonate y Ahuachapán.

### Delimitación geográfica
Salcoatitán limita al norte y al este con los municipios de Apaneca y Juayúa. Al oeste con Santa Catarina Mazahuat y al sur con Santa Catarin Mazahuat y Nahuizalco.

### Germinal Museo de la Imprenta
Este es un museo ubicado en el distrito que presenta la historia de la imprenta en El Salvador. Fue fundado el 12 de octubre de 2013 por Francisco Lovos Molina. Su padre fundó una de las imprentas más antiguas en San Miguel, ciudad en la que nació.

Se ubica a un costado del parque central y en su interior se encuentran en exposición diferentes adornos hechos en barro y madera. Pero su atractivo principal son máquinas antiguas a las más recientes relacionadas con la imprenta.

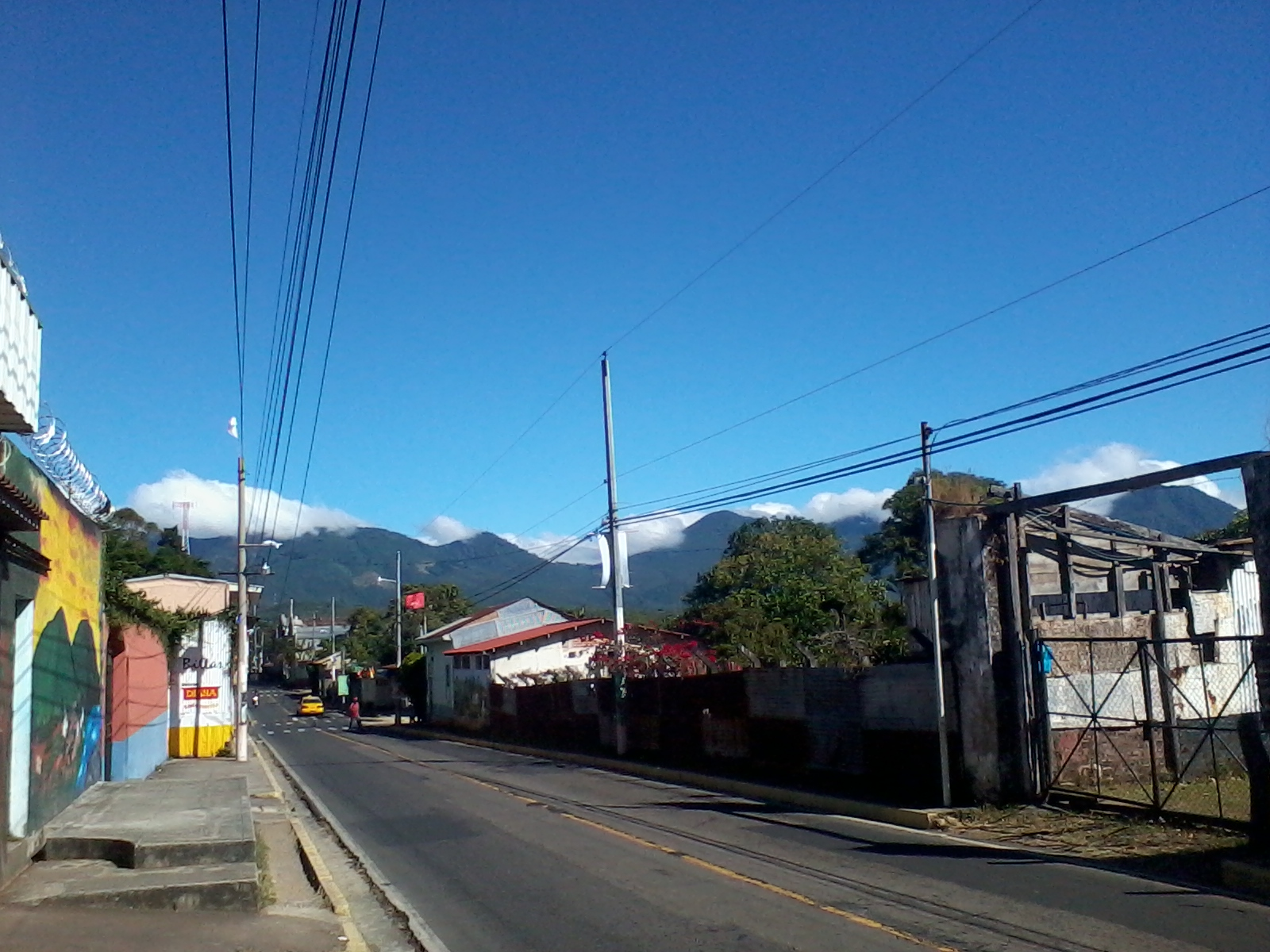
Vista de las montañas y volcanes desde Salcoatitán.